# Đàn thảo sáu nhị
Đàn thảo sáu nhị (danh pháp khoa học: Elatine hexandra) là một loài thực vật có hoa trong họ Elatinaceae. Loài này được (Lapierre) DC. mô tả khoa học đầu tiên năm 1815.

## Hình ảnh

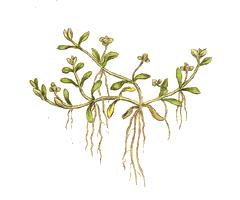